# Франклін Тауншип (округ Честер, Пенсільванія)
Франклін Тауншип (англ. Franklin Township) — селище (англ. township) в США, в окрузі Честер штату Пенсільванія. Населення — 4433 особи (2020).

## Демографія
Згідно з переписом 2010 року, у селищі мешкали 4352 особи в 1433 домогосподарствах у складі 1212 родин. Було 1477 помешкань
Расовий склад населення:
| - 94,5 % — білих - 1,9 % — чорних або афроамериканців - 1,1 % — азіатів - 0,1 % — корінних американців |

До двох чи більше рас належало 1,6 %. Частка іспаномовних становила 3,3 % від усіх жителів.
За віковим діапазоном населення розподілялося таким чином: 29,6 % — особи молодші 18 років, 62,9 % — особи у віці 18—64 років, 7,5 % — особи у віці 65 років та старші. Медіана віку мешканця становила 41,2 року. На 100 осіб жіночої статі у селищі припадало 102,3 чоловіків;  на 100 жінок у віці від 18 років та старших — 98,7 чоловіків також старших 18 років.
Середній дохід на одне домашнє господарство  становив 135 791 долар США (медіана — 118 750), а середній дохід на одну сім'ю — 151 321 долар (медіана — 131 094). За межею бідності перебувало 5,8 % осіб, у тому числі 4,7 % дітей у віці до 18 років та 4,4 % осіб у віці 65 років та старших.
Цивільне працевлаштоване населення становило 2360 осіб. Основні галузі зайнятості: освіта, охорона здоров'я та соціальна допомога — 26,1 %, науковці, спеціалісти, менеджери — 16,4 %, виробництво — 13,6 %.